# ارزو (باغ‌ملک)
آرزو (باغ‌ملک)، روستایی از توابع بخش مرکزی شهرستان باغ‌ملک در استان خوزستان ایران است.

## جمعیت
این روستا در دهستان هپرو قرار دارد و براساس سرشماری مرکز آمار ایران در سال ۱۳۸۵، جمعیت آن ۱۹۲ نفر (۳۴خانوار) بوده‌است.